# Дармштадт
Да́рмштадт (нім. Darmstadt) — місто в Німеччині, розташоване в південній частині федеральної землі Гессен. 1997 року Дармштадт отримав офіційний статус «Міста наук» (нім. Wissenschaftsstadt).

Раніше Дармштадт був столицею суверенної країни, Великого герцогства Гессенського, а потім Народної землі Гессен, федеральної землі Німеччини. Як столиця дедалі процвітаючого герцогства, місто набуло певної міжнародної популярності. У XX столітті промисловість (особливо хімічна), а також великі галузі науки та електроніки (а згодом і інформаційних технологій) ставали все більш важливими, і досі є основною частиною економіки міста.

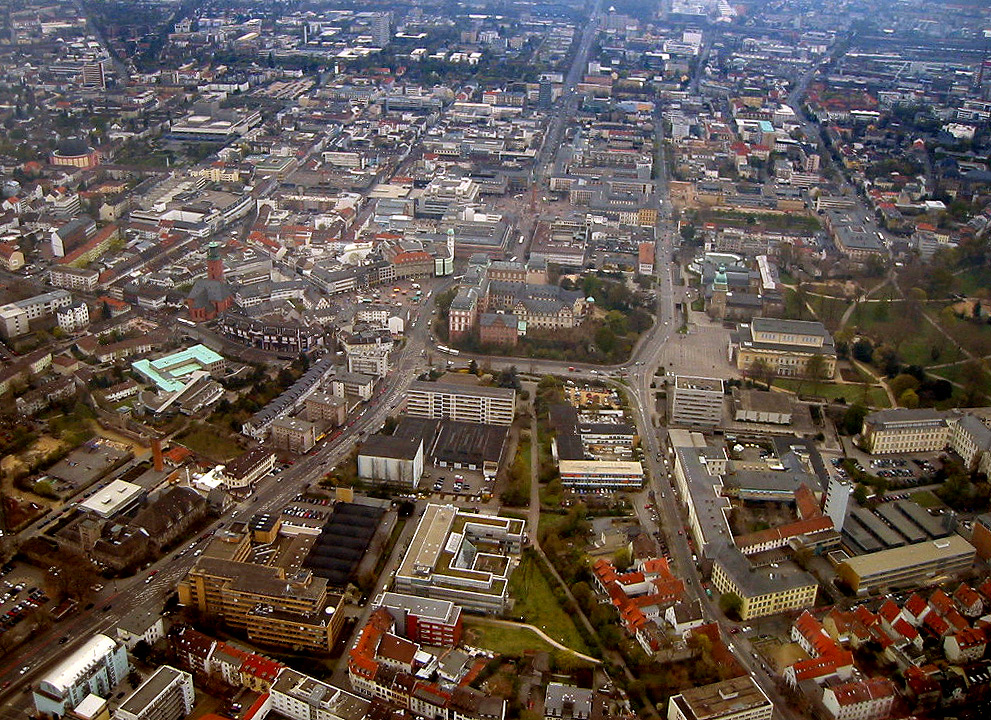

## Історія
Вперше згадується в кінці XI століття під назвою Darmundestat.
Місцеві мешканці вважають, що назва міста походить від слова Дармбах (нім. Darmbach), притока річки, яка колись протікала через місто. Фактично притока отримала свою назву вже після того, як було іменоване місто, а не навпаки.
Офіційно було проголошено містом імператором Священної Римської імперії Людвігом IV Баварським в 1330 році, став частиною Катценельнбогенського графства (нім. Grafschaft Katzenelnbogen), а пізніше Гессенського ландграфства. Трохи пізніше воно стало місцем проживання великих герцогів Гессенських.
Батьківщина двох дружин російських імператорів: Олександра II — Марії Олександрівни (народжена принцеса Максиміліана Вільгельміна Марія Гессенська) і Миколи II — Олександри Федорівни (народжена принцеса Аліса Гессен-Дармштадтська).

### Індустріальна епоха
У кінці XIX століття місто нараховувало від 10 до 72 тисяч мешканців. 1877 року з'явилась перша Технічна школа, яка в результаті перетворилася на Технічний університет.
У XX столітті Дармштадт став центром образотворчого напрямку модерн (нім. Jugendstil). Щорічні конкурси різноманітних проєктів дали поштовх для будівництва багатьох «архітектурних скарбів» цього періоду. 1937 року, для того, щоб розширити площу Дармштадта, були приєднані сусідні місцевості, в 1938 році місто здобуло незалежність.

### Нацистська Німеччина
У 1942 році понад 3 000 євреїв із Дармштадта спочатку були змушені потрапити в табір, розташований у Liebigschule, а згодом депортовані до концентраційних таборів.
Декілька видатних учасників німецького руху опору проти нацистів були громадянами Дармштадта, у тому числі Вільгельм Лойшнер і Теодор Хаубах, обидва страчені за опозицію до режиму Гітлера.
Перші бомбардування Дармштадту прийшлися на 30 липня 1940 року, і ще 34 повітряні нальоти відбулися до кінця війни. Старий центр міста був значною мірою зруйнований під час британського бомбардування 11–12 вересня 1944 року. Ця атака була прикладом «бомбардування території» з використанням фугасних і запальних бомб одночасно. Таким чином відбувається самопідтримуваний процес горіння, під час якого вітер, створюваний вогнем, забезпечує продовження горіння. Під час цієї атаки було вбито від 11 000 до 12 500 жителів, а від 66 000 до 70 000 залишилися без даху над головою. Післявоєнна відбудова проводилася у відносно простому архітектурному стилі, хоча ряд історичних будівель було відновлено до їх первісного вигляду після захоплення міста 25 березня 1945 року американською 4-ю бронетанковою дивізією.

## Міста-побратими
Дармштадт є містом-побратимом з наступними містами:
- Алкмаар, Нідерланди, з 1958 року
- Труа, Франція, з 1958 року
- Дербішир, Велика Британія, з 1959 року
- Грац, Австрія, з 1968 року
- Тронгайм, Норвегія, з 1968 року
- Бурса, Туреччина, з 1971 року
- Плоцьк, Польща, з 1988 року
- Сегед, Угорщина, з 1990 року
- Дьонк[en], Угорщина, з 1990 року
- Фрайберг, Німеччина, з 1990 року
- Брешія, Італія, з 1991 року
- Заанен, Швейцарія, з 1991 року
- Ужгород, Україна, з 1992 року
- Лієпая, Литва, з 1993 року
- Логроньо, Іспанія, з 2002 року
- Сан-Антоніо, США, з 2017 року
- Нагарія, Ізраїль, з 2023 року[11]

## Уродженці
- Йоган Якоб Кауп (1803–1873) — натураліст і прихильник натурфілософії[12]
- Юстус фон Лібіх (1803–1873) — хімік, засновник органічної хімії[13]
- Карл Мук (1859–1940) — диригент
- Олександра Федорівна (1872—1918) — остання російська імператриця 1894—1917, дружина Миколи ІІ
- Карл Плагге (1897—1957) — німецький військовий інженер, котрий рятував євреїв під час Голокосту в Литві
- Карл Вольф (1900—1984) — один із вищих офіцерів СС, обергрупенфюрер СС і генерал військ СС
- Ґюнтер Штрак (1929—1999) — німецький актор кіно, театру та телебачення.

## Галерея

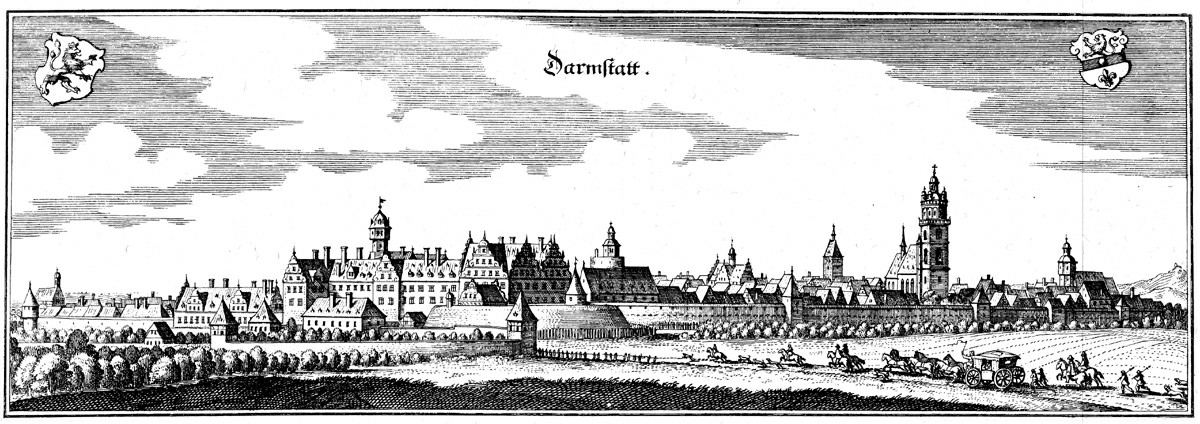
1655 рік
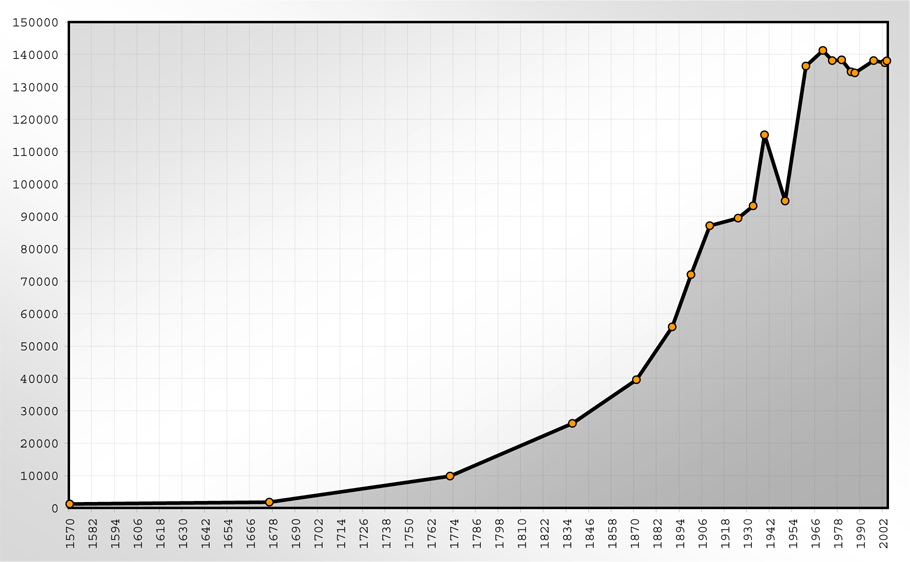
Статистика чисельності населення
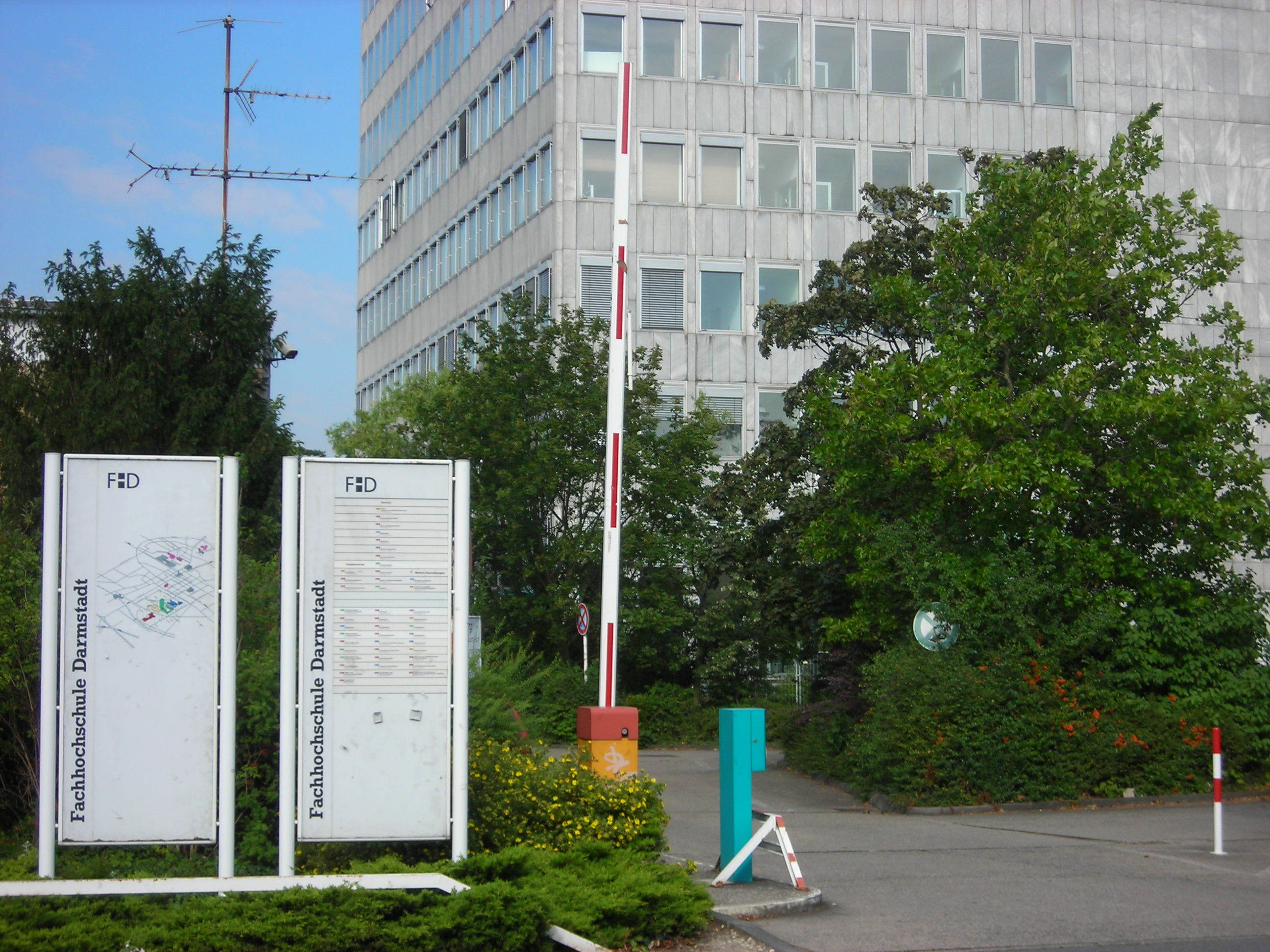
Дармштадтський університет прикладних наук
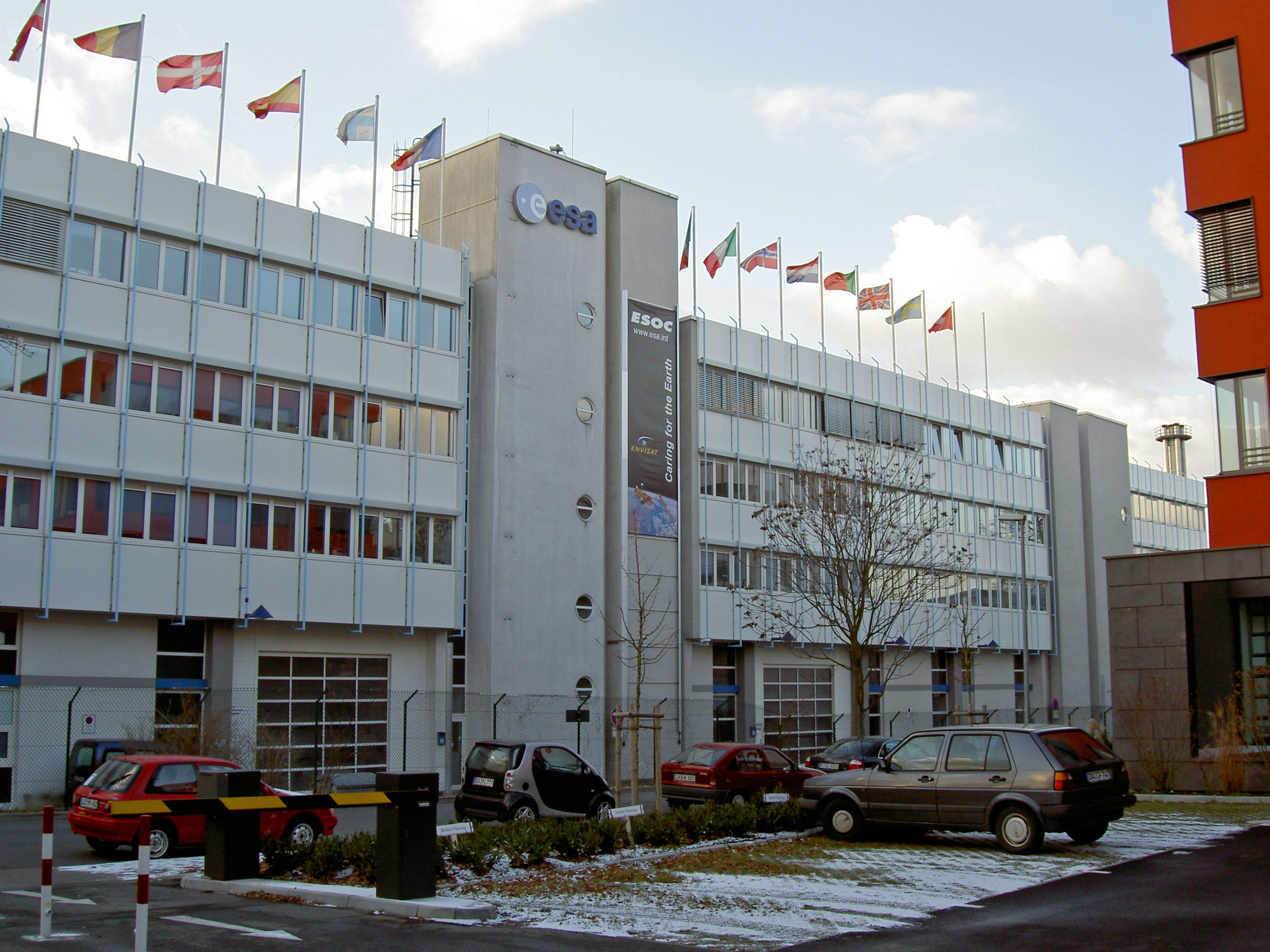
Будівля ESOC